# Езерище (городской посёлок)
Езери́ще (бел. Езярышча) — городской посёлок в Городокском районе Витебской области Беларуси. Административный центр Езерищенского сельсовета. Расположена железнодорожная станция Езерище.
Население — 1 011 человек (на 1 января 2025 года). Городской посёлок с 1957 года. Вошёл в состав Городокского района в 1962 году (до этого — центр Езерищенского района).
В Езерище действует основанная в 1926 году метеостанция (№ 26566 по каталогу Всемирной метеорологической организации. Координаты: 55.80 с.ш., 30.00 в.д.).

## География
В 81 км от Витебска, в 41 км от города Городок, на границе с Россией. Через посёлок проходит железная дорога Витебск-Невель; пограничный переход на магистрали М8E 95.

### Гидрография
Посёлок расположен на берегу одноимённого озера.

## История
Езерище известно с 1377 года в Великом княжестве Литовском. Принадлежало Граховским, Соколинским, Огинским.
В ходе Ливонской войны стратегический Езерищенский замок был осаждён и взят русскими войсками в 1563 году
В лето 7072 (1563 г.) месяца Июля в 22 день, царев и вел. кн. воевода князь Юрий Иванович Токманов ходил с Невля к литовскому городку, к Озерищу, с конными людьми, с пешими да и с судовыми людьми; а людей с собой имал в посадех и наряд с собой имал легкой. И стоял у города четыре дни, и под городом промышлял, и все дороги подасек которые были к Озерищам. И пришли к Озерищу из Витебска на помощь Литовские люди, в головах ротмистры, а с ними конных и пеших людей 12 тысяч и засека учали прочищати.
И князь Юрьи Токманов наряд в судех да и пеших людей отпустил к Невлю на перед, а сам с конными людьми и с стрельцы пришел к Литовким людем встречю, дело с ними делал и передовой полк побил на голову и с пятдесят языков было конных у них взято.
И как пришли всеми людьми на него и князь Юрьи языков побил и со всеми льдьми пришел на Невль здорово
Того же года, ноября в 6 день Царь Симион Касаевич Казанской да бояре — князь Иван Иванович Пронской, да князь Василий Семенович Серебреной с товарищи, с стрелецкою головою с Романом Пивовым, по государеву приказу, к Литовскому городу к Озерищам ходили промышляти. И Божиим милосердием, город Озерища взяли приметом, и державу Озерицкого пана Мартина Островицкого со многими королевкими дворяны, и ляхов и дрябей и земских людей многих, поймали; а ротмистров пана Держинского, да пана Прогалинского и многих дворян, и ляхов, и дрябей и всяких земских людей побили на голову.

А которие запирались в стрельнях и в башнях и в хоромах и те погорели, а город до основания выгорел, а дворы господские и посадские и острожные все выжгли, и никаков человек из города не ушел
Поcле взятия Езерищенского замка, царь назначил туда воеводой князя Юрия Ивановича Токмакова; головами же повелел быть Чоглакову, и Карамышеву, а для охраны города оставил воевод: князя Петра Семеновича Серебряного и Федора Васильевича Шереметова.
Иов Васильевич Чоглоков, по прозванию «Истома» был воеводой в Озерищах в 1571 году.
Езерищенский замок был сожжен Стефаном Баторием и вернулся под контроль ВКЛ в 1579 году. В 1616 году он снова отстроен озерищенским старостой Христофором Соколинским.
В 1654 году в ходе русско-польской войны Озерище был захвачен Русским царством. Одним из участников похода был Стрешнев Семен Лукьянович.
После первого раздела Речи Посполитой с 1772 года вошло в состав Российской империи (местечко, центр волости Городокского уезда).

### Современное поселение
Современное развитие поселения связано с прокладкой шоссе Петербург — Одесса и железной дороги Невель — Орша — Овруч в начале XX в. Они прошли в 2 километрах от поселения Езерище-Местечко. А вокруг железнодорожной станции, на севере деревни Рудня, быстро вырос посёлок, на который в советское время перешло название Езерище, а за селом осталось название Местечко.
С 1924 по 1929 год — центр Езерищенского района в Витебском округе. С 1929 года Езерище в составе Городокского, с 1935 — Меховского района. С 4 октября 1957 г. — городской посёлок. С 25 декабря 1962 года Езерище входит в состав Городокского района.
Во время Великой Отечественной войны посёлок оккупирован в июле 1941 года. Освобождён 19 декабря 1943 года в ходе Городокской операции.
В 2014 году Езерище стало центром вновь образованного Езерищенского сельсовета.

## Население
Численность населения — 1 011 человек (на 1 января 2025 года).
| Численность населения: |
| График не отображается по техническим причинам. Чтобы исправить это, воспроизведите график в новом формате, если это возможно. |

| Год         | 1886 | 1959 | 1970 | 1971 | 1979 | 1989 | 1995 | 2006 | 2009 | 2014 | 2016 | 2017 | 2018 | 2019 | 2020 | 2021 | 2022 | 2023 | 2024 | 2025   |
| ----------- | ---- | ---- | ---- | ---- | ---- | ---- | ---- | ---- | ---- | ---- | ---- | ---- | ---- | ---- | ---- | ---- | ---- | ---- | ---- | ------ |
| Численность | 204  | 4661 | 2677 | 2700 | 2470 | 2357 | 2300 | 1680 | 1575 | 1364 | 1280 | 1267 | 1223 | 1165 | 1100 | 1116 | 1088 | 1082 | 1054 | ▼1 011 |

В 1939 году в Езерище проживало 1152 человека, в том числе 905 белорусов, 135 русских, 77 евреев.

## Инфраструктура
Расположены хлебозавод, молокозавод, комбинат кооперативной промышленности, участок городокского лесопункта, больница, аптека, ветлечебница, гостиница, ресторан, Дом культуры, Дом пионеров и школьников, средняя школа, базовая школа-интернат, спортшкола, библиотека, детский сад, магазины, отделения связи.

## Культура
- Дом культуры
- Историко-краеведческий музей ГУО "Езерищенская средняя школа имени П. Э. Антипова"

## Достопримечательность
- В 3 км от посёлка на острове (озеро Езерище) фрагменты замка Озерище (XVI—XVII вв.)[19]
- Успенская церковь
- Памятники: военные могилы советских воинов, которые погибли в 1943 году при освобождении Езерище и расположенных около Езерище деревень; могила жертвам фашизма; 3 памятника жертвам фашизма; памятник землякам; памятник партизанам —  Историко-культурная ценность Республики Беларусь, шифр 213Д000333

## Галерея

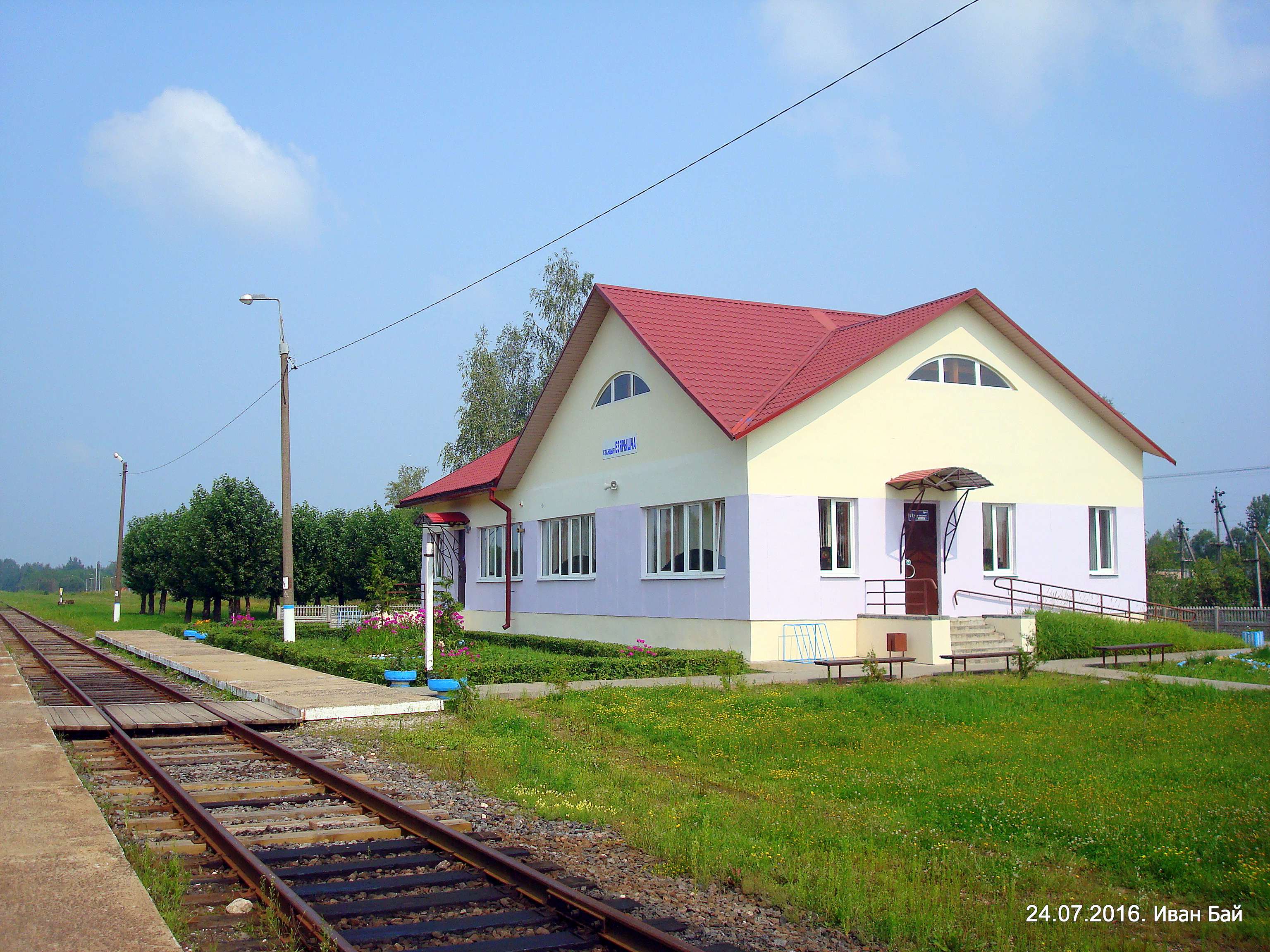
Вокзал на жд станции Езерище
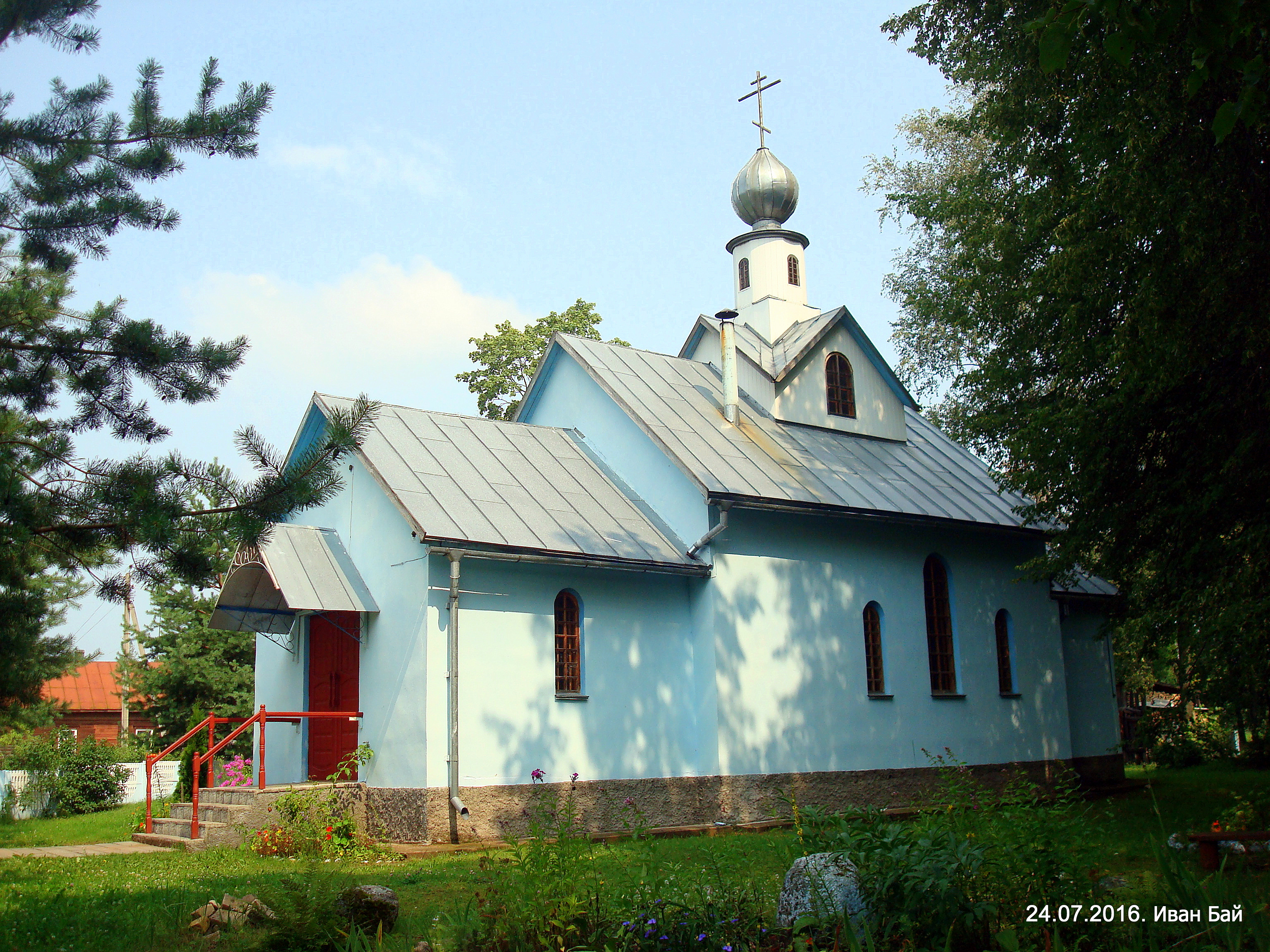
Успенская церковь
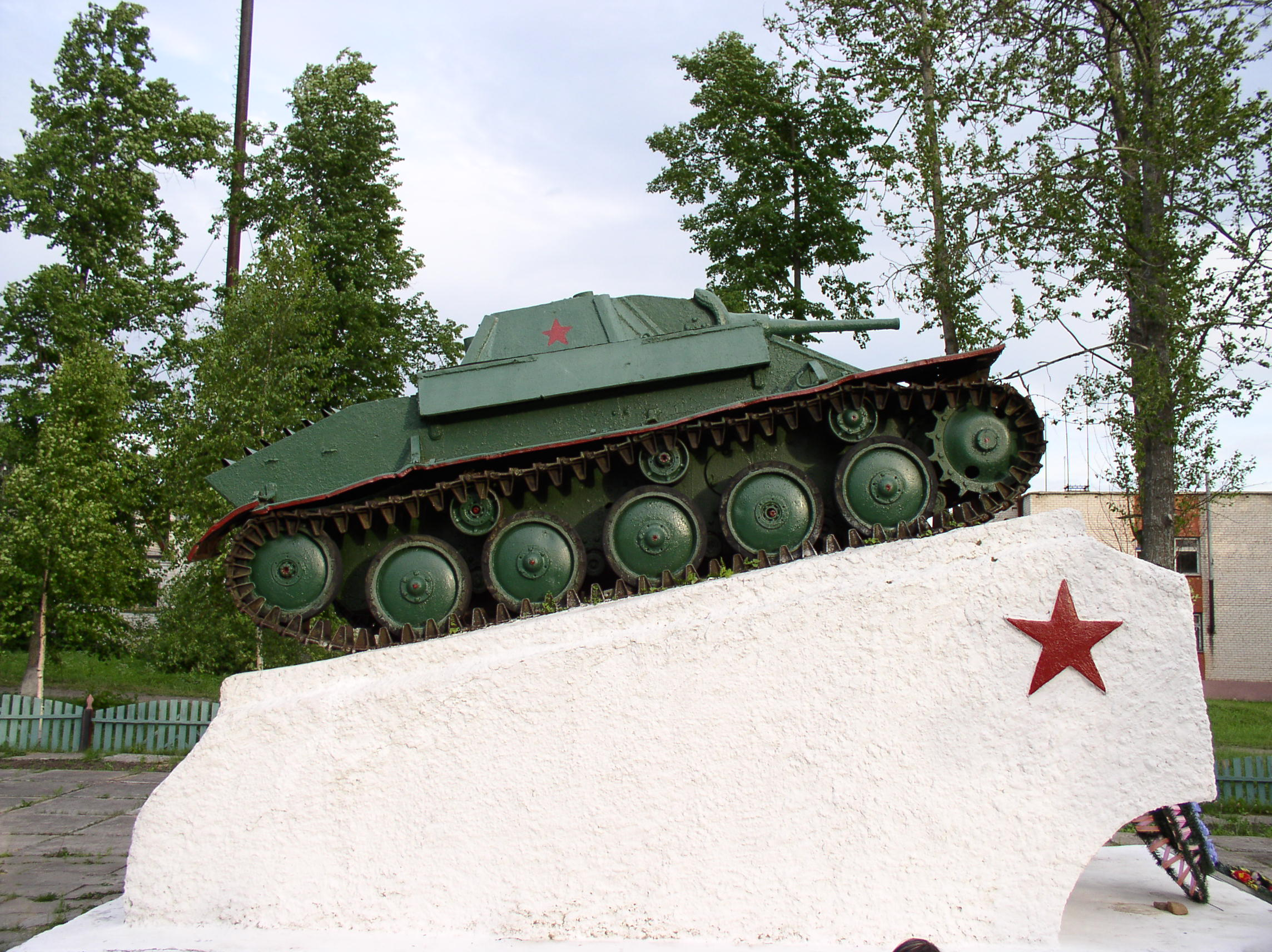
Памятник Т-70 в Езерище
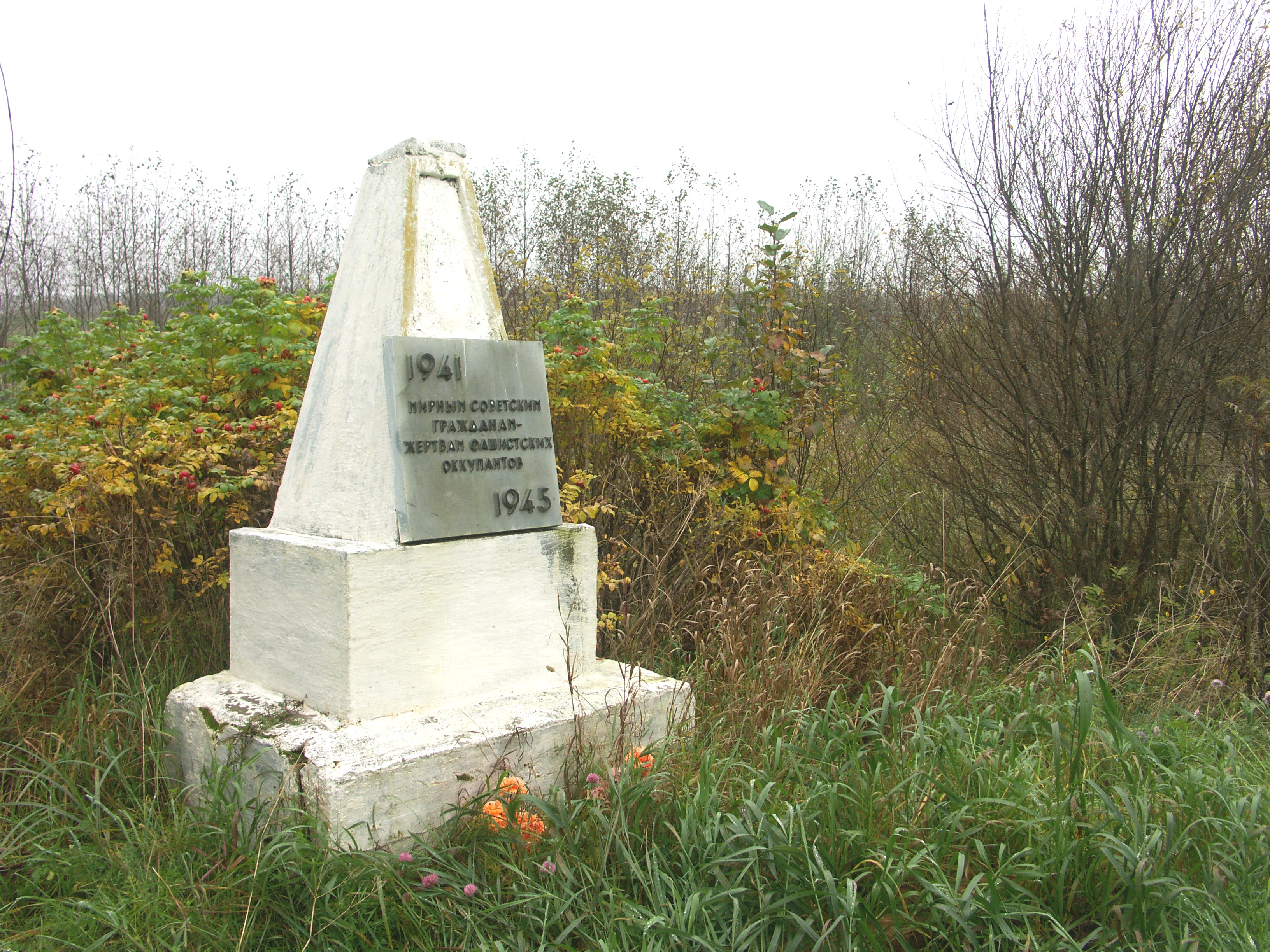
Памятник (1964)
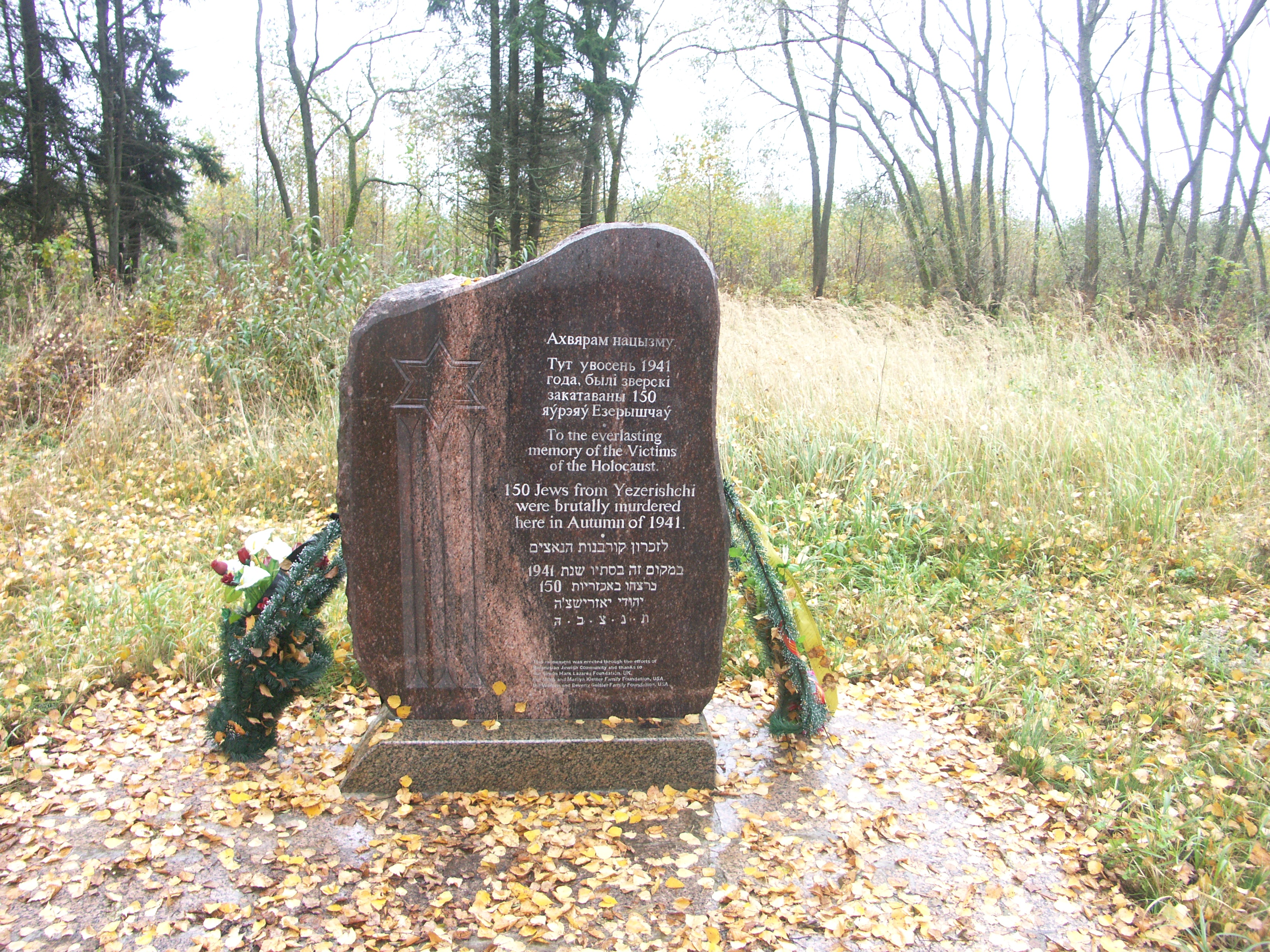
Памятник (2007)
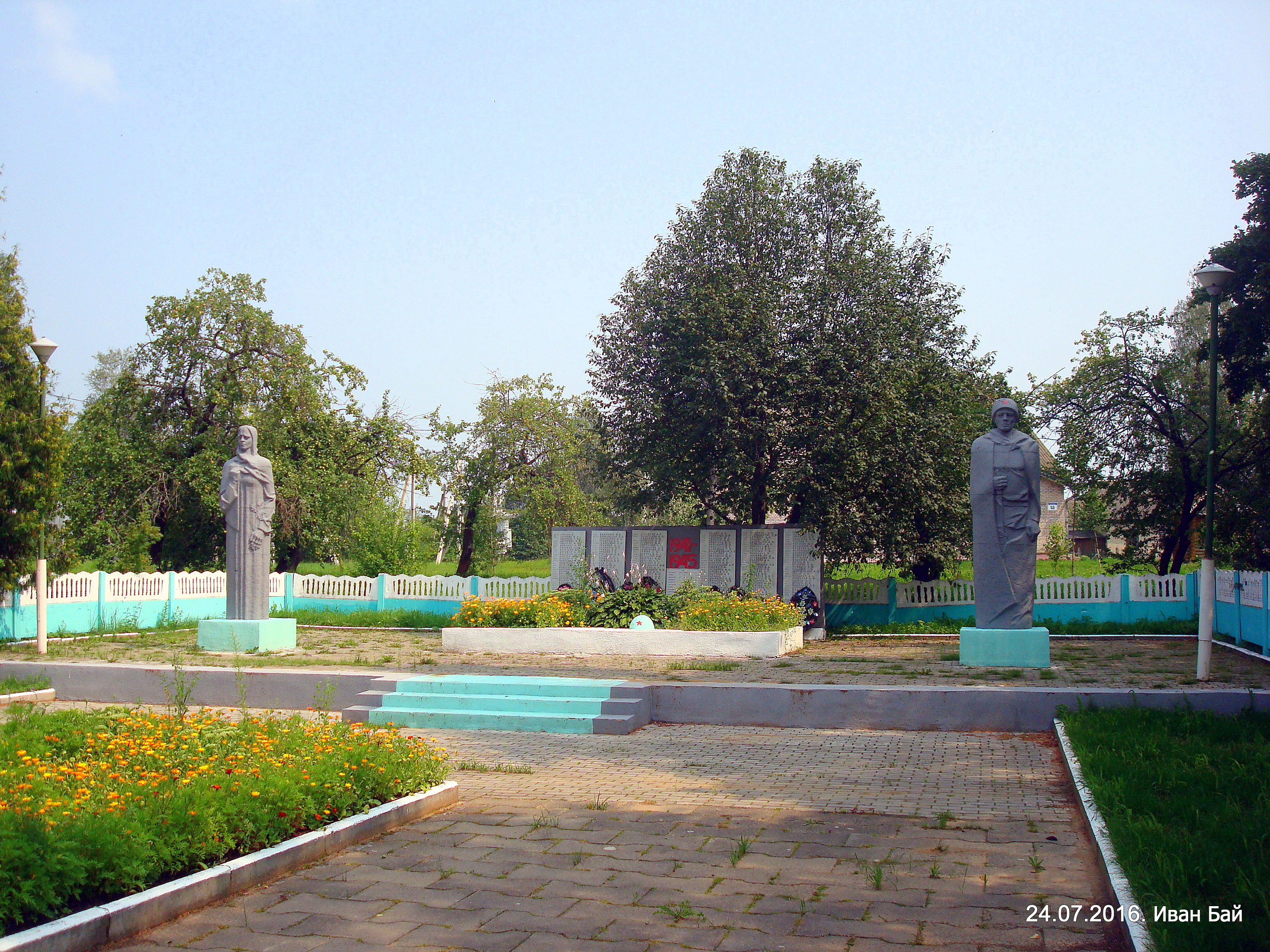
Братское захоронение
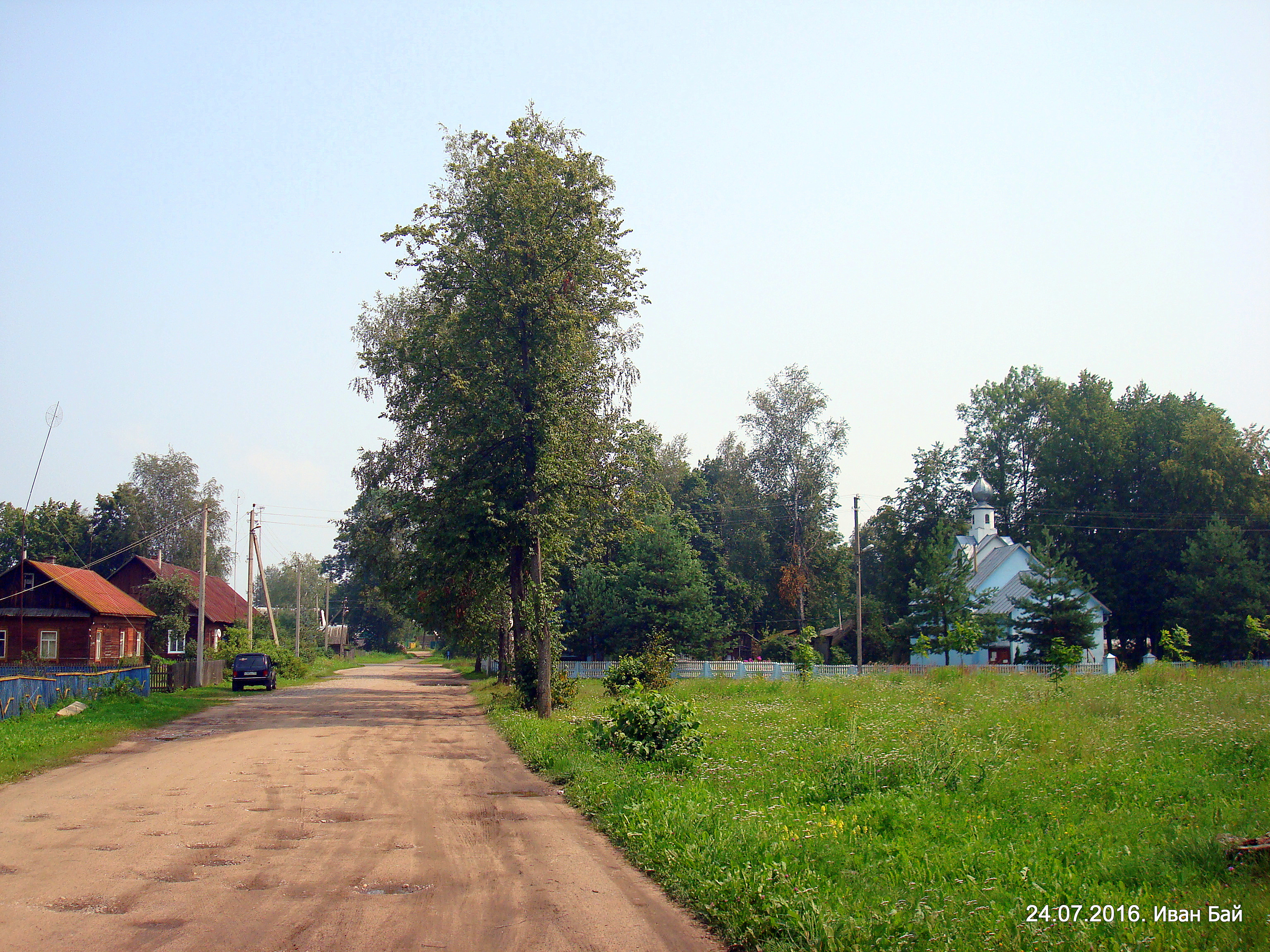
Улица

## Известные уроженцы
- Вячеслав Михайлович Апанасенко — контр-адмирал